# Udo Riglewski
Udo Riglewski, né le 28 juillet 1966 à Lauffen, est un joueur de tennis allemand.
En double, il a été finaliste au Masters de Hambourg et quart de finaliste à l'Open d'Australie et à l'US Open.

## Carrière
Il commence sa carrière en 1982 et devient professionnel en 1985. Il prend sa retraite en 1996.
Joueur de double à l'aise sur terre battue, ses meilleurs résultats ont été obtenus lors de son association avec son compatriote Michael Stich. Il parvient notamment en finale du Masters de Hambourg contre Sergi Bruguera et Jim Courier (6-7, 2-6) en 1990 et en 1991, il atteint les quarts de finale du double à l'Open d'Australie et l'US Open et remporte son plus grand titre à l'ATP 500 Series de Memphis. On peut ajouter la finale de ATP 500 Series de Philadelphie toujours en 1991, année du sacre de Stich à Wimbledon. Tous ces bons résultats lui feront atteindre la 6e place mondiale en double en 1991.
Il remporte au total une dizaine de titres en double pour 20 finales au total.
En simple : 1/2 à Moscou en 1990. Titré au Challenger d'Heilbronn 1988. En Masters 1000 : 1/16 au Masters de Hambourg en 1990.
À Gênes en 1990, il bat le no 11 mondial Martín Jaite.
Il a dirigé le Masters de tennis en 1996 à Hanovre ; il a ensuite dirigé un club de tennis en Allemagne.

## Palmarès

### Titres en double messieurs
| No | Date       | Nom et lieu du tournoi                 | Catégorie           | Dotation  | Surface         | Partenaire        | Finalistes                          | Score         |          |
| -- | ---------- | -------------------------------------- | ------------------- | --------- | --------------- | ----------------- | ----------------------------------- | ------------- | -------- |
| 1  | 18-05-1987 | Tournoi de tennis de Florence Florence |                     | 89 400 $  | Terre (ext.)    | Wolfgang Popp     | Paolo Canè Gianni Ocleppo           | 6-4, 6-3      |          |
| 2  | 11-07-1988 | Swedish Open Båstad                    |                     | 215 000 $ | Terre (ext.)    | Patrick Baur      | Stefan Edberg Nicklas Kroon         | 6-7, 6-1, 6-4 |          |
| 3  | 27-02-1989 | Open de Lorraine Nancy                 |                     | 100 000 $ | Dur (int.)      | Tobias Svantesson | João Cunha e Silva Eduardo Masso    | 6-4, 6-7, 7-6 |          |
| 4  | 17-04-1989 | Swatch Open Nice                       | GP World Series     | 140 000 $ | Terre (ext.)    | Ricki Osterthun   | Heinz Günthardt Balázs Taróczy      | 7-6, 6-7, 6-1 |          |
| 5  | 02-10-1989 | Ebel Swiss Indoors Bâle                |                     | 361 000 $ | Dur (int.)      | Michael Stich     | Omar Camporese Claudio Mezzadri     | 6-3, 4-6, 6-0 |          |
| 6  | 30-04-1990 | BMW Open Munich                        | World Series        | 225 000 $ | Terre (ext.)    | Michael Stich     | Petr Korda Tomáš Šmíd               | 6-1, 6-4      | Parcours |
| 7  | 21-05-1990 | Tournoi de tennis de Bologne Bologne   | World Series        | 225 000 $ | Terre (ext.)    | Gustavo Luza      | Jérôme Potier Jim Pugh              | 7-6, 4-6, 6-1 |          |
| 8  | 18-06-1990 | IP Cup Gênes                           | World Series        | 225 000 $ | Terre (ext.)    | Tomás Carbonell   | Cristiano Caratti Federico Mordegan | 7-6, 7-6      |          |
| 9  | 15-10-1990 | CA Tennis Trophy Vienne                | World Series        | 225 000 $ | Moquette (int.) | Michael Stich     | Jorge Lozano Todd Witsken           | 6-4, 6-4      |          |
| 10 | 18-02-1991 | Volvo US National Indoor Memphis       | Championship Series | 600 000 $ | Dur (int.)      | Michael Stich     | John Fitzgerald Laurie Warder       | 7-5, 6-3      |          |

### Finales en double messieurs
| No | Date       | Nom et lieu du tournoi                        | Catégorie              | Dotation  | Surface         | Vainqueurs                   | Partenaire     | Score         |  |
| -- | ---------- | --------------------------------------------- | ---------------------- | --------- | --------------- | ---------------------------- | -------------- | ------------- |  |
| 1  | 05-02-1990 | Stella Artois Italian Indoor Milan            | World Series           | 540 000 $ | Moquette (int.) | Omar Camporese Diego Nargiso | Tom Nijssen    | 6-4, 6-4      |  |
| 2  | 26-02-1990 | Volvo US National Indoor Memphis              | World Series           | 225 000 $ | Dur (int.)      | Darren Cahill Mark Kratzmann | Michael Stich  | 7-5, 6-2      |  |
| 3  | 07-05-1990 | German International Championships Hambourg   | Championship Series SW | 750 000 $ | Terre (ext.)    | Sergi Bruguera Jim Courier   | Michael Stich  | 7-6, 6-2      |  |
| 4  | 09-07-1990 | Swedish Open Båstad                           | World Series           | 225 000 $ | Terre (ext.)    | Ronnie Båthman Rikard Bergh  | Jan Gunnarsson | 6-1, 6-4      |  |
| 5  | 20-08-1990 | Norstar Bank Hamlet Challenge Cup Long Island | World Series           | 225 000 $ | Dur (ext.)      | Guy Forget Jakob Hlasek      | Michael Stich  | 2-6, 6-3, 6-4 |  |
| 6  | 11-02-1991 | U.S. Pro Indoor Philadelphie                  | Championship Series    | 825 000 $ | Moquette (int.) | Rick Leach Jim Pugh          | Michael Stich  | 6-4, 6-4      |  |
| 7  | 19-10-1992 | CA Tennis Trophy Vienne                       | World Series           | 280 000 $ | Moquette (int.) | Ronnie Båthman Anders Järryd | Kent Kinnear   | 6-3, 7-5      |  |
| 8  | 29-03-1993 | Estoril Open Estoril                          | World Series           | 500 000 $ | Terre (ext.)    | David Adams Andreï Olhovskiy | Menno Oosting  | 6-3, 7-5      |  |
| 9  | 04-10-1993 | Grand Prix de Toulouse Toulouse               | World Series           | 375 000 $ | Dur (int.)      | Byron Black Jonathan Stark   | David Prinosil | 7-5, 7-6      |  |
| 10 | 28-02-1994 | Copenhagen Open Copenhague                    | World Series           | 188 750 $ | Moquette (int.) | Martin Damm Brett Steven     | David Prinosil | 6-3, 6-4      |  |

## Parcours dans les tournois duGrand Chelem

### En simple
| Année | Open d'Australie | Open d'Australie | Internationaux de France | Internationaux de France | Wimbledon       | Wimbledon    | US Open         | US Open        |
| ----- | ---------------- | ---------------- | ------------------------ | ------------------------ | --------------- | ------------ | --------------- | -------------- |
| 1988  | —                | —                | —                        | —                        | 2e tour (1/32)  | C. Pridham   | 1er tour (1/64) | A. Burrow      |
| 1989  | 1er tour (1/64)  | A. Krickstein    | 1er tour (1/64)          | T. Witsken               | —               | —            | —               | —              |
| 1990  | 3e tour (1/16)   | M. Mečíř         | 1er tour (1/64)          | A. Chesnokov             | 2e tour (1/32)  | M. Woodforde | 1er tour (1/64) | J. Stoltenberg |
| 1991  | 1er tour (1/64)  | G. Layendecker   | 1er tour (1/64)          | O. Camporese             | 1er tour (1/64) | K. Nováček   | —               | —              |

N.B. : à droite du résultat se trouve le nom de l'ultime adversaire.

### En double
| Année | Open d'Australie         | Open d'Australie      | Internationaux de France     | Internationaux de France | Wimbledon                     | Wimbledon             | US Open                  | US Open                 |
| ----- | ------------------------ | --------------------- | ---------------------------- | ------------------------ | ----------------------------- | --------------------- | ------------------------ | ----------------------- |
| 1987  | —                        | —                     | —                            | —                        | 1er tour (1/32) W. Popp       | M. Bauer W. Fibak     | —                        | —                       |
| 1988  | —                        | —                     | —                            | —                        | —                             | —                     | 1er tour (1/32) M. Vajda | T. Carbonell J. Sánchez |
| 1989  | 2e tour (1/16) P. Baur   | B. Dyke T. Nijssen    | 2e tour (1/16) T. Svantesson | J. Grabb P. McEnroe      | 1er tour (1/32) T. Svantesson | J. Grabb P. McEnroe   | —                        | —                       |
| 1990  | 1er tour (1/32) M. Stich | L. Jensen D. Wheaton  | 2e tour (1/16) M. Stich      | B. Shelton S. Youl       | 2e tour (1/16) M. Stich       | B. Drewett W. Masur   | 1er tour (1/32) M. Stich | P. Annacone D. Wheaton  |
| 1991  | 1/4 de finale M. Stich   | P. McEnroe D. Wheaton | 1/8 de finale M. Stich       | G. Muller D. Visser      | 1er tour (1/32) M. Stich      | B. Haygarth B. Talbot | 1/4 de finale M. Stich   | S. Davis D. Pate        |
| 1992  | 1er tour (1/32) M. Stich | P. Kühnen M. Oosting  | 1er tour (1/32) D. Nargiso   | B. Dyke P. Lundgren      | —                             | —                     | —                        | —                       |
| 1993  | —                        | —                     | 2e tour (1/16) M. Oosting    | J. Fitzgerald A. Järryd  | 1er tour (1/32) M. Oosting    | M. Kratzmann W. Masur | —                        | —                       |
| 1994  | —                        | —                     | 1er tour (1/32) D. Prinosil  | M. Barnard B. Haygarth   | 2e tour (1/16) D. Prinosil    | W. Ferreira M. Stich  | —                        | —                       |
| 1995  | —                        | —                     | 1er tour (1/32) A. Mronz     | T. Ho B. Steven          | 1er tour (1/32) A. Mronz      | C. Brandi M. Ondruska | —                        | —                       |

N.B. : le nom du ou de la partenaire se trouve sous le résultat ; le nom des ultimes adversaires se trouve à droite.